# Lista de episódios de Fruits Basket (2019)

Imagem promocional da primeira temporada do anime.

Esta é a lista de episódios de Fruits Basket (japonês: フルーツバスケット, lit. "Cesto de Frutas"), uma série de anime de 2019 baseada no mangá de mesmo nome escrito e ilustrado por Natsuki Takaya entre 1998 e 2006. A história segue Tohru Honda, uma garota órfã que, depois de encontrar Yuki, Kyo e Shigure Sohma, descobre que os treze membros da família Sohma são possuídos pelos animais do zodíaco chinês e são amaldiçoados a se transformar em suas formas animais quando estão fracos ou quando são abraçados por alguém do sexo oposto. Esta é a segunda adaptação em anime da série, após a primeira versão de 2001.
A nova versão foi anunciada em novembro de 2018 e tem um novo elenco e equipe de produção, a pedido de Takaya. Produzido pela TMS Entertainment em coprodução com a Funimation, Yoshihide Ibata serviu como diretor, enquanto Taku Kishimoto lidou com a composição da série e Masaru Shindou foi responsável pelo design dos personagens. A Funimation lançou a série através de sua parceria com a Crunchyroll.
A primeira temporada teve 25 episódios, exibidos entre 6 de abril e 21 de setembro de 2019 na TV Tokyo, TV Osaka e TV Aichi. A segunda temporada também teve 25 episódios e foi transmitida de 7 de abril a 22 de setembro de 2020. A terceira e última temporada, nomeada Fruits Basket: The Final, teve 13 episódios, exibidos entre 6 de abril a 29 de junho de 2021.
O primeiro tema de abertura usado entre os episódios 1–13 é "Again", de Beverly. O segundo tema da temporada é "Chime" de Ai Otsuka. O tema de encerramento dos episódios 1-13 é "Lucky Ending" de Vickeblanka, enquanto os episódios restantes usam "One Step Closer" de INTERSECTION. O tema de abertura para os primeiros 13 episódios da segunda temporada é "Prism" de AmPm ft Miyuna. O restante da temporada usa "Home" de Toki Asako como tema. O primeiro tema de encerramento dessa temporada é "ad meliora" de THE CHARM PARK, que foi substituída por "Eden" de Monkey Majik no episódio 14. Na terceira temporada, o tema de abertura foi "Pleasure" de WARPs UP, e o tema de encerramento foi "Haru Urara" de GENIC.

## Resumo
| Temporada | Temporada | Episódios | Episódios | Originalmente exibido | Originalmente exibido  |
| Temporada | Temporada | Episódios | Episódios | Estreia da temporada  | Final da temporada     |
| --------- | --------- | --------- | --------- | --------------------- | ---------------------- |
|           | 1         | 25        | 25        | 6 de abril de 2019    | 21 de setembro de 2019 |
|           | 2         | 25        | 25        | 7 de abril de 2020    | 22 de setembro de 2020 |
|           | 3         | 13        | 13        | 6 de abril de 2021    | 29 de junho de 2021    |

## Lista de episódios

### 1.ª temporada (2019)
| N.º geral | N.º temp. | Título em português (Título original)                                                                                         | Exibição original                                |
| --------- | --------- | --- | ------------------------------------------------ |
| 1         | 1         | "Até Mais Tarde" Transliteração: "Ittekimasu" (em japonês: 行ってきます)                                                      | 16 de março de 2019 (cinema) 6 de abril de 2019  |
| 2         | 2         | "São Todos Animais!" Transliteração: "Minasan ga dōbutsuna ndesu!" (em japonês: みなさんが動物なんです！)                     | 16 de março de 2019 (cinema) 13 de abril de 2019 |
| 3         | 3         | "Vamos Jogar 'Presidente'!" Transliteração: "Dai hinmin o yarimashou" (em japonês: 大貧民をやりましょう)                      | 20 de abril de 2019                              |
| 4         | 4         | "De que Ano Ela é?" Transliteração: "Nanidoshi no Katana nodesu ka?" (em japonês: なにどしの方なのですか？)                   | 27 de abril de 2019                              |
| 5         | 5         | "Tenho me Enganado" Transliteração: "Kanchigai o shite imashita" (em japonês: 勘違いをしていました)                           | 4 de maio de 2019                                |
| 6         | 6         | "A Gente Devia se Convidar" Transliteração: "Oshama sa sete moraō kashira" (em japonês: お邪魔させてもらおうかしら)           | 11 de maio de 2019                               |
| 7         | 7         | "Está Chegando a Primavera!" Transliteração: "Haru ni narimasu ne" (em japonês: 春になりますね)                               | 18 de maio de 2019                               |
| 8         | 8         | "Te Vejo Depois!" Transliteração: "Itterasshai" (em japonês: 行ってらっしゃい)                                                | 25 de maio de 2019                               |
| 9         | 9         | "Yuki Foi Meu Primeiro Amor" Transliteração: "Yūki wa ore no Hatsukoidakara" (em japonês: ゆきはおれの初恋だから)             | 1 de junho de 2019                               |
| 10        | 10        | "Afinal, é Dia dos Namorados" Transliteração: "Datte, Barentainda mon" (em japonês: だって、バレンタインだもん)               | 8 de junho de 2019                               |
| 11        | 11        | "Que Pousada Maravilhosa!" Transliteração: "Tottemo sutekina o yadodesu" (em japonês: とってもステキなお宿です)               | 15 de junho de 2019                              |
| 12        | 12        | "Parece Divertido" Transliteração: "Tanoshi-sōda ne" (em japonês: 楽しそうだね)                                               | 22 de junho de 2019                              |
| 13        | 13        | "Como Vai, Meu Irmão?" Transliteração: "Genkide ita ka na? Waga otōto yo" (em japonês: 元気でいたかな？我が弟よっ)            | 29 de junho de 2019                              |
| 14        | 14        | "Isso é Segredo" Transliteração: "Himitsudayo" (em japonês: ヒミツだよ)                                                       | 6 de julho de 2019                               |
| 15        | 15        | "Eu Não Diria Isso" Transliteração: "Sōde mo nai sa" (em japonês: そうでもないさ)                                             | 13 de julho de 2019                              |
| 16        | 16        | "Ela Disse para Não Pisar!" Transliteração: "Fumu nattsu tte ndaroga!" (em japonês: 踏むなっつってんだろが！)                 | 20 de julho de 2019                              |
| 17        | 17        | "É pra Uo-chan!" Transliteração: "Uo-chan no Bun de su~tsu!" (em japonês: うおちゃんの分ですっ！)                             | 27 de julho de 2019                              |
| 18        | 18        | "O Importante é...." Transliteração: "Taisetsuna no Wa……" (em japonês: 大切なのは……)                                          | 3 de agosto de 2019                              |
| 19        | 19        | "Sinto Muito Mesmo!" Transliteração: "Gomen'nasai" (em japonês: ごめんなさいーっ)                                             | 10 de agosto de 2019                             |
| 20        | 20        | "Não Acredito que Você Pegou" Transliteração: "Nani majide hirotte'n no Sa" (em japonês: 何マジで拾ってんのさ)                | 17 de agosto de 2019                             |
| 21        | 21        | "Eu Nunca Fujo de uma Luta de Ondas" Transliteração: "Ura reta denpa wa kawanakucha" (em japonês: 売られた電波は買わなくちゃ) | 24 de agosto de 2019                             |
| 22        | 22        | "Porque Eu Era Feliz" Transliteração: "Datte ureshikatta no Yo" (em japonês: だって嬉しかったのよ)                            | 31 de agosto de 2019                             |
| 23        | 23        | "Você Parece Bem" Transliteração: "Genki-sōda na……" (em japonês: 元気そうだな……)                                              | 7 de setembro de 2019                            |
| 24        | 24        | "Vamos Pra Casa" Transliteração: "Kaerimashō" (em japonês: 帰りましょう)                                                      | 14 de setembro de 2019                           |
| 25        | 25        | "O Verão Chegará em Breve" Transliteração: "Mōsugu natsu ga yattekimasu" (em japonês: もうすぐ夏がやってきます)               | 21 de setembro de 2019                           |

### 2.ª temporada (2020)
| N.º geral | N.º temp. | Título em português (Título original) | Exibição original                                |
| --------- | --------- | --- | ------------------------------------------------ |
| 26        | 1         | "Oi, de Novo" Transliteração: "Ohisashiburidesu" (em japonês: お久しぶりです)                                                                           | 30 de março de 2020 (cinema) 7 de abril de 2020  |
| 27        | 2         | "Coma Somen Com Seus Amigos" Transliteração: "Min'na de sōmen tabe tari shite ne" (em japonês: みんなで素麺食べたりしてね)                              | 30 de março de 2020 (cinema) 14 de abril de 2020 |
| 28        | 3         | "Não é Melhor Ir Trocarmos de Roupa?" Transliteração: "O kigae shimashō ka.....❤" (em japonês: お着替えしましょうか・・・・・❤)                         | 30 de março de 2020 (cinema) 21 de abril de 2020 |
| 29        | 4         | "Ela Terminou... Comigo" Transliteração: "Fura reta nda~a....." (em japonês: ふられたんだぁ・・・・・)                                                  | 28 de abril de 2020                              |
| 30        | 5         | "Tororo Soba Lá Vou Eu" Transliteração: "Mattero Tororo Sobā!" (em japonês: 待ってろとろろソバー！)                                                     | 5 de maio de 2020                                |
| 31        | 6         | "Você é Assim Tão Sonsa Mesmo?" Transliteração: "Baka kai? Kimi wa" (em japonês: 馬鹿かい？君は)                                                        | 12 de maio de 2020                               |
| 32        | 7         | "Vamos Começar a Competição de Abrir Melancias" Transliteração: "Suika-wari taikai o hajimeru no Yō" (em japonês: スイカ割りコンテストを始めましょう！) | 19 de maio de 2020                               |
| 33        | 8         | "É Verdade, Não é?" Transliteração: "Datte honto no Koto daro" (em japonês: だってホントのことだろ)                                                     | 26 de maio de 2020                               |
| 34        | 9         | "Tão Preciosa" Transliteração: "Taisetsuna ore no....." (em japonês: 大切な俺の・・・・・)                                                              | 2 de junho de 2020                               |
| 35        | 10        | "Quem é Você?" Transliteração: "Anata wa..... “dare” desu ka?" (em japonês: あなたは・・・・・『誰』ですか？)                                           | 9 de junho de 2020                               |
| 36        | 11        | "Todo Meu" Transliteração: "Watashi dake no Monoda yo" (em japonês: 私だけのものだよ)                                                                   | 16 de junho de 2020                              |
| 37        | 12        | "Você Chorou por Mim" Transliteração: "Ore no Kawarini kimi ga naita" (em japonês: 俺の代わりに君が泣いた)                                              | 23 de junho de 2020                              |
| 38        | 13        | "Certeza" Transliteração: "Īssuyo" (em japonês: いいっスよー)                                                                                           | 30 de junho de 2020                              |
| 39        | 14        | "Então, Eu Deveria Cair Morto" Transliteração: "Ore mō shin datte ī ya....." (em japonês: 俺もう死んだっていいや・・・・・)                             | 7 de julho de 2020                               |
| 40        | 15        | "Até Mais" Transliteração: ".....Ittekimasu" (em japonês: ・・・・・行ってきます)                                                                       | 14 de julho de 2020                              |
| 41        | 16        | "Pergunta Pra Ele!" Transliteração: "Dakara tsutaete" (em japonês: だからつたえて)                                                                      | 21 de julho de 2020                              |
| 42        | 17        | "Você Vai, Tenho Certeza" Transliteração: "Arimasu, kitto....." (em japonês: あります、きっと・・・・・)                                                | 28 de julho de 2020                              |
| 43        | 18        | "Você Quer um Beijo?" Transliteração: "Kisu shiyokka" (em japonês: キスしよっか)                                                                        | 4 de agosto de 2020                              |
| 44        | 19        | "Não Tem Como, Você Não Entende" Transliteração: "Nainda, doko ni mo!" (em japonês: 無いんだ、どこにもっ！)                                             | 11 de agosto de 2020                             |
| 45        | 20        | "Você Está Bem?" Transliteração: "Daijōbu desu ka" (em japonês: 大丈夫ですか)                                                                           | 18 de agosto de 2020                             |
| 46        | 21        | "Ele Existiu, Com Certeza" Transliteração: "Tashika ni" (em japonês: あったんだ。確かに)                                                                | 25 de agosto de 2020                             |
| 47        | 22        | "Não é Isso que Eu Quero" Transliteração: "Ore wa, Iya nanda!" (em japonês: 俺は、嫌なんだ!)                                                            | 1 de setembro de 2020                            |
| 48        | 23        | "É Quase Cinderela" Transliteração: "Shinderera ppoi mono!" (em japonês: シンデレラっぽいもの！)                                                        | 8 de setembro de 2020                            |
| 49        | 24        | "Aqui Está Você" Transliteração: "Machi ga ita" (em japonês: 真知がいた)                                                                                | 15 de setembro de 2020                           |
| 50        | 25        | "Agora Eu Sou Diferente" Transliteração: "Ore wa mō, chigau nda" (em japonês: ・・・・・俺はもう、違うんだ)                                             | 22 de setembro de 2020                           |

### 3.ª temporada (2021)
| N.º geral | N.º temp. | Título em português (Título original)                                                                                          | Exibição original   |
| --------- | --------- | --- | ------------------- |
| 51        | 1         | "Vou Realizar Outro Banquete" Transliteração: "Mata Utage o Hirakō" (em japonês: また宴を開こう)                               | 6 de abril de 2021  |
| 52        | 2         | "Essa é Uma Verdade Incondicional" Transliteração: "Sore Koso ga, Yuruginai Jijitsu"" (em japonês: それこそが、揺るぎない事実) | 13 de abril de 2021 |
| 53        | 3         | "Espero Que Neve Logo" Transliteração: "Fureba Ii no ni" (em japonês: 降ればいいのに)                                          | 20 de abril de 2021 |
| 54        | 4         | "Estou... de Volta" Transliteração: "......Tadai ... ma" (em japonês: ……ただい…ま)                                             | 27 de abril de 2021 |
| 55        | 5         | "Digo... Você Sabe, Não é?" Transliteração: "Datte ... Wakaru Deshō?" (em japonês: だって…わかるでしょう？)                    | 4 de maio de 2021   |
| 56        | 6         | "Foi uma Tolice" Transliteração: "Nante, Oroka Nandarō" (em japonês: なんて、愚かなんだろう)                                   | 11 de maio de 2021  |
| 57        | 7         | "É Mesmo, Não Tem Nada" Transliteração: "Sō da yo, Karappo da" (em japonês: そうだよ、空っぽだ)                                | 18 de maio de 2021  |
| 58        | 8         | "Estou Decepcionado com Você" Transliteração: "Sonnan ... Genmetsu da ..." (em japonês: そんなん…幻滅だ…)                      | 25 de maio de 2021  |
| 59        | 9         | "Qual é o Seu Nome?" Transliteração: "Anata no ... Onamae wa?" (em japonês: 貴方の…お名前は？)                                 | 1 de junho de 2021  |
| 60        | 10        | "Eu só a Amo" Transliteração: "Suki Nanda, Tada ..." (em japonês: 好きなんだ、ただ…)                                           | 8 de junho de 2021  |
| 61        | 11        | "Adeus" Transliteração: "Sayōnara" (em japonês: さようなら)                                                                    | 15 de junho de 2021 |
| 62        | 12        | "Estou Orgulhosa" Transliteração: "Ganbatta ne" (em japonês: がんばったね)                                                     | 22 de junho de 2021 |
| 63        | 13        | "Até Logo" Transliteração: "Itte Kimasu" (em japonês: いってきます)                                                            | 29 de junho de 2021 |

## Lançamentos domésticos

### Região 1
| Título                           | Data                    | Ref.   |
| -------------------------------- | ----------------------- | ------ |
| Fruits Basket Season One, Part 1 | 19 de novembro de 2019  | [ 22 ] |
| Fruits Basket Season One, Part 2 | 11 de fevereiro de 2020 | [ 23 ] |
| Fruits Basket Season Two, Part 1 | 12 de janeiro de 2021   | [ 24 ] |
| Fruits Basket Season Two, Part 2 | 23 de março de 2021     | [ 25 ] |
| Season One The Complete Series   | 8 de junho de 2021      | [ 26 ] |

### Região 2 (Japão)
| Título                          | Data                   | Ref.   |
| ------------------------------- | ---------------------- | ------ |
| Fruits Basket 1st Season Vol. 1 | 21 de junho de 2019    | [ 27 ] |
| Fruits Basket 1st Season Vol. 2 | 19 de julho de 2019    | [ 28 ] |
| Fruits Basket 1st Season Vol. 3 | 23 de agosto de 2019   | [ 29 ] |
| Fruits Basket 1st Season Vol. 4 | 20 de setembro de 2019 | [ 30 ] |
| Fruits Basket 1st Season Vol. 5 | 18 de outubro de 2019  | [ 31 ] |
| Fruits Basket 1st Season Vol. 6 | 22 de novembro de 2019 | [ 32 ] |
| Fruits Basket 2nd Season Vol. 1 | 26 de junho de 2020    | [ 33 ] |
| Fruits Basket 2nd Season Vol. 2 | 28 de agosto de 2020   | [ 34 ] |
| Fruits Basket 2nd Season Vol. 3 | 25 de setembro de 2020 | [ 35 ] |
| Fruits Basket 2nd Season Vol. 4 | 30 de outubro de 2020  | [ 36 ] |
| Fruits Basket 2nd Season Vol. 5 | 27 de novembro de 2020 | [ 37 ] |
| Fruits Basket 2nd Season Vol. 6 | 25 de dezembro de 2020 | [ 38 ] |